# Amstel Gold Race 2013
Amstel Gold Race 2013 var den 48. udgave af det hollandske cykelløb Amstel Gold Race. Løbet blev afholdt søndag den 14. april 2013 i den sydlige del af provinsen Limburg. Løbet var det ellevte i UCI World Tour 2013.

## Deltagende hold
På grund af at Amstel Gold Race er en del af UCI World Tour, er alle 19 UCI ProTour-hold automatisk inviteret og forpligtet til at sende et hold. Derudover inviterede løbsarrangøren fem hold fra lavere rækker.
| UCI ProTour-hold: - Ag2r-La Mondiale (ALM) - Argos-Shimano (ARG) - Astana Pro Team (AST) - Belkin Pro Cycling (BEL) - BMC Racing Team (BMC) - Cannondale (CAN) - Euskaltel-Euskadi (EUS) - FDJ (FDJ) - Garmin-Sharp (GRM) | 0 - Lampre-Merida (LAM) - Lotto-Belisol (LTB) - Movistar Team (MOV) - Omega Pharma-Quick Step (OPQ) - Orica-GreenEDGE (OGE) - RadioShack-Leopard (RLT) - Team Saxo-Tinkoff (SAX) - Team Sky (SKY) - Vacansoleil-DCM (VCD) - Team Katusha (KAT) | Wildcards: - Crelan-Euphony - Accent Jobs-Wanty - IAM Cycling - Europcar - Team NetApp-Endura - Topsport Vlaanderen-Baloise |

## Resultat
|    | Rytter             | Hold                    | Tid        |
| -- | ------------------ | ----------------------- | ---------- |
| 1  | Roman Kreuziger    | Team Saxo-Tinkoff       | 6t 35' 21" |
| 2  | Alejandro Valverde | Movistar Team           | + 22"      |
| 3  | Simon Gerrans      | Orica-GreenEDGE         | + 22"      |
| 4  | Michał Kwiatkowski | Omega Pharma-Quick Step | + 22"      |
| 5  | Philippe Gilbert   | BMC Racing Team         | + 22"      |
| 6  | Sergio Henao       | Team Sky                | + 22"      |
| 7  | Björn Leukemans    | Vacansoleil-DCM         | + 22"      |
| 8  | Pieter Weening     | Orica-GreenEDGE         | + 22"      |
| 9  | Enrico Gasparotto  | Pro Team Astana         | + 22"      |
| 10 | Bauke Mollema      | Blanco Pro Cycling      | + 22"      |